# 中国人民志願軍烈士陵園
中国人民志願軍烈士陵園（ちゅうごくじんみんしがんぐんれっしりょうえん）は、朝鮮民主主義人民共和国（北朝鮮）の平安南道檜倉郡にある記念建築物。

## 概要
中国人民志願軍烈士陵園は、朝鮮戦争に参戦した「中国人民志願軍」を慰霊する目的で建設。2012年10月の中国人民志願軍朝鮮戦争参戦63周年の際に竣工された。朝鮮戦争で戦死した毛沢東主席の息子である毛岸英の墓も同所にあることから、特に中朝間の「血縁の絆」の象徴となっている。
2020年7月26日、金正恩が朝鮮戦争休戦協定締結65周年にあたり訪問。訪問について、「戦死した中国兵の墓地を訪問することで、平和協定への転換の問題で中国の意向を重視している姿勢を強調する狙いがありそうだ」という見方も示される。
2020年10月22日、朝鮮中央通信が「北朝鮮の金正恩朝鮮労働党委員長（国務委員会委員長）が中国人民志願軍が朝鮮戦争に参戦してから70年を迎えるのに合わせて、志願軍の烈士陵園を訪れた」と報じる（日にちは不明）。